# Eustachy White
Eustachy White św. Eustacjusz (ur. ok. 1560 w Louth, hrabstwo Lincolnshire, zm. 10 grudnia 1588 w Tyburn) – irlandzki ksiądz, męczennik, ofiara prześladowań antykatolickich w Anglii okresu reformacji, święty katolicki.

## Życiorys
Urodził się w rodzinie protestanckiej, a po nawróceniu na katolicyzm podjął studia w kolegium angielskim w Remis. Po czterech latach, w 1588 roku w Rzymie otrzymał święcenia kapłańskie. Został aresztowany zaraz po przybyciu do Anglii. Poddano go torturom, a na koniec został ścięty w grupie wiernych świeckich i św. Polidora Plasdena.
Beatyfikowany został przez papieża Leona XIII 29 grudnia 1886 roku, a kanonizowany w grupie Czterdziestu męczenników Anglii i Walii przez Pawła VI 25 października 1970 roku.
Wspomnienie liturgiczne Eustachego White’a w Kościele katolickim obchodzone jest w dies natalis (10 grudnia).